# چم مهر پایین
چم مهر پایین، روستایی از توابع بخش مرکزی شهرستان پل‌دختر در استان لرستان ایران است.

## جمعیت
این روستا در دهستان جایدر قرار دارد و براساس سرشماری مرکز آمار ایران در سال ۱۳۹۰، جمعیت آن 704 نفر (۱۶۵خانوار) بوده‌است. مردم چم‌مهر لر هستند و به زبان لری بالاگریوه ای سخن می گویند.